# Audiocassetta

Logo originale brevettato della Compact Cassette del 1963 ad opera della Philips

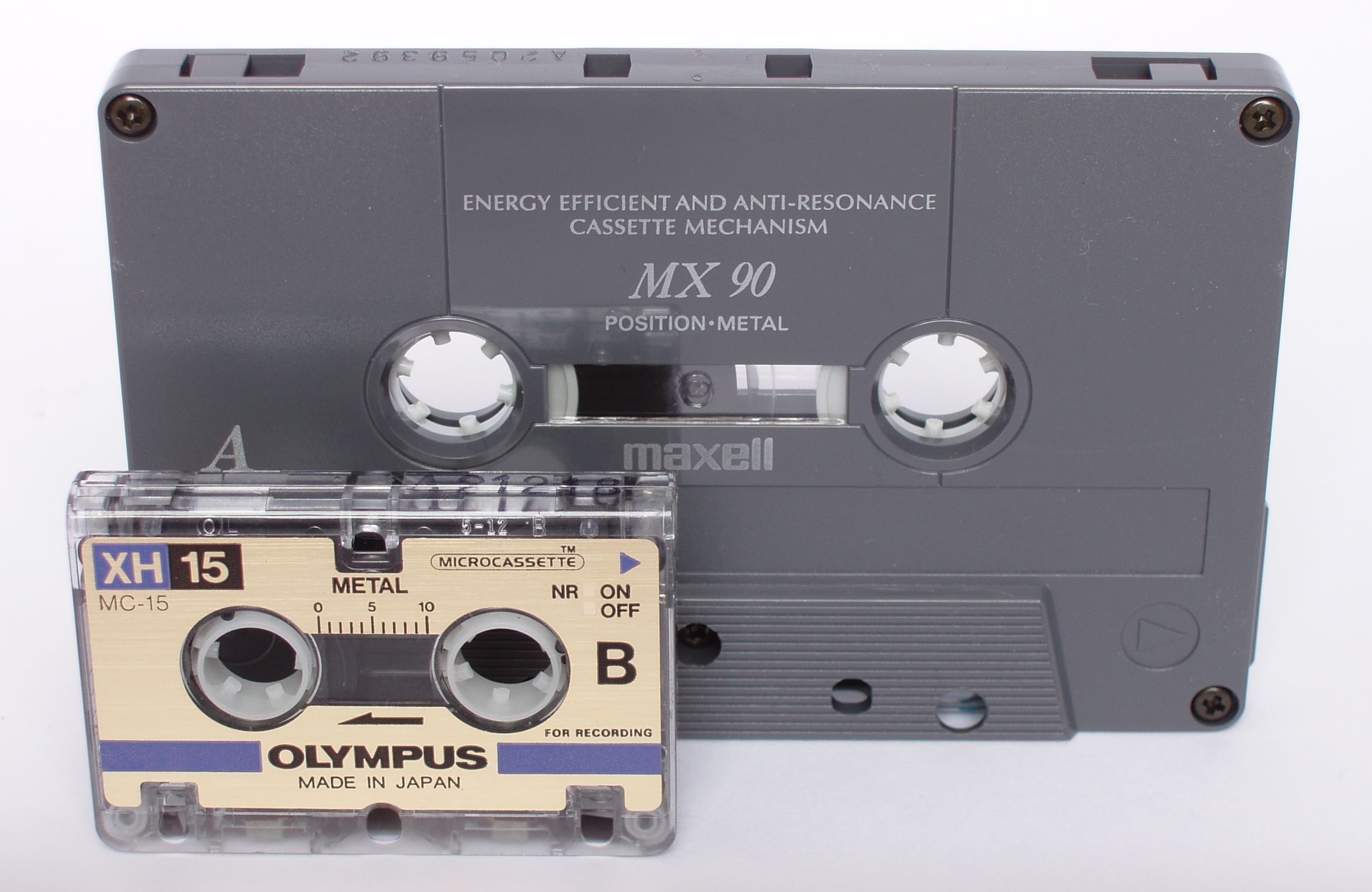
Audiocassetta Maxell e microcassetta Olympus a confronto

L'audiocassetta (anche cassetta audio, cassetta a nastro, e più in particolare musicassetta; Compact Cassette nel brevetto originale) è un dispositivo a memoria magnetica, che memorizza dati e informazioni in sequenza su nastro.
È composta da due bobine, racchiuse in un contenitore di materiale plastico, che raccolgono una certa quantità di nastro magnetico, per registrare o riprodurre materiale sonoro. Il nastro è utilizzabile in ambo le direzioni, semplicemente capovolgendo la cassetta (si parlava di lato "A" e lato "B" della cassetta); in effetti però tutte le tracce sono magnetizzate nello stesso lato del nastro. Ne venne prodotta anche una versione di dimensioni ridotte, detta microcassetta. Ideata dalla Philips agli 
inizi degli anni sessanta, ha avuto grande diffusione fino agli anni novanta, diventando, insieme ai dischi in vinile, uno dei supporti più diffusi per la registrazione, la distribuzione e l'ascolto di contenuti audio, per poi cadere velocemente in disuso negli anni duemila, quando si diffuse l'utilizzo massiccio di compact disc e poi della musica liquida.

## Storia

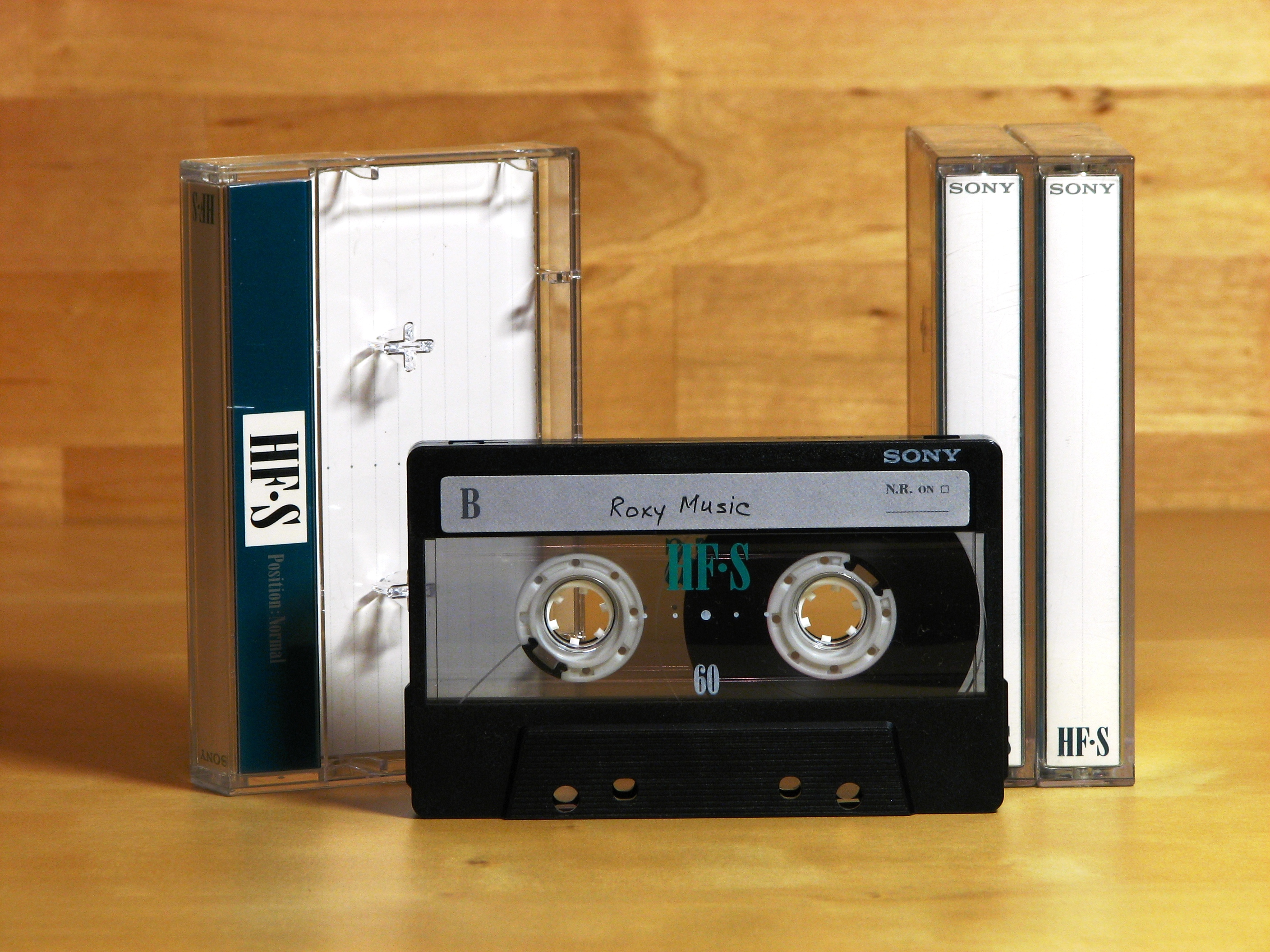
Un'audiocassetta Sony con la sua custodia

L'audiocassetta fu sviluppata nel 1962 dall'ingegnere olandese Lou Ottens e il relativo brevetto fu registrato nel 1963 dalla Philips come Compact Cassette; il prodotto venne sul mercato nello stesso 1963. In origine era costituita da una certa quantità di nastro magnetico prodotto dalla BASF racchiusa in un involucro protettivo in materiale plastico. 
La produzione di massa cominciò nel 1965 ad Hannover in Germania e contestualmente le case discografiche cominciarono a stampare i propri album anche su musicassetta (oltre che su disco in vinile), iniziando la vendita di nastri preregistrati. Con i primi modelli monofonici era possibile registrare ed ascoltare una singola traccia per ogni senso di scorrimento capovolgendo la cassetta nel riproduttore, in modo analogo a quanto avviene con i dischi in vinile, oppure invertendo meccanicamente il verso di scorrimento del nastro. In seguito si passò alla stereofonia, con due tracce per lato, e si ebbero anche modelli semiprofessionali a quattro tracce per un solo lato, con cui operare registrazioni multitraccia. La diffusione dell'audiocassetta fu enorme, per diversi fattori: maneggevolezza (può registrare in poco spazio una quantità considerevole di materiale), versatilità (può essere usata per registrare e riprodurre musica ma anche contenuti di altro tipo, come interviste, dettature, conferenze e messaggi vocali), facilità d'utilizzo (sia per la riproduzione che per la registrazione), economicità e facilità di duplicazione.
A partire dagli anni 1970 divenne il supporto preferito per la registrazione di brani musicali e per l'ascolto di musica nelle automobili, relegando il concorrente Stereo8 a prodotto di nicchia. Per molti anni, musicassetta e disco in vinile furono gli unici supporti con diffusione capillare. Un'ulteriore spinta alla diffusione della musicassetta venne dal walkman, un riproduttore portatile messo in commercio nel 1979 dalla multinazionale giapponese Sony che consentiva l'ascolto di musica in audiocassetta ovunque tramite cuffie. La qualità del nastro magnetico si è evoluta nel corso degli anni per soddisfare le più svariate esigenze: al nastro "normale" fu affiancato il nastro al "cromo", dalle prestazioni migliori, al quale in seguito si aggiunsero quello al "ferrocromo" e quello totalmente in ferro, detto "metal", particolarmente apprezzato dagli audiofili. La comparsa del CD audio nei primi anni ottanta non scalfì la diffusione dell'audiocassetta per l'uso personale, in quanto l'audiocassetta consentiva una facilità di registrazione all'epoca impossibile per i CD in ambito domestico. Fino alla fine degli anni novanta, l'audiocassetta fu il principale supporto su cui trovavano posto registrazioni di contenuti sonori sia musicali che non in ambito casalingo e lavorativo, nonché raccolte, duplicazioni o trasferimenti da altre sorgenti audio. Solo con la crescente diffusione dei personal computer e dei masterizzatori tale possibilità si estese in parte anche ai CD, ma l'audiocassetta rimase, per diverso tempo, l'unico dispositivo in grado di permettere la registrazione in tempo reale di qualsiasi contenuto anche in ambiente non professionale, nonché la possibilità di riutilizzare e sovrascrivere uno stesso supporto fisico più volte.
All'inizio degli anni 2000, con la massiccia diffusione di nuove memorie di massa e tecnologie digitali come lettori MP3, memorie flash e masterizzatori DVD, l'utilizzo del nastro magnetico diminuì rapidamente. Attualmente, in ambito casalingo, i nuovi supporti digitali garantiscono una capacità di memorizzazione molto superiore a quella del nastro magnetico, oltre alla possibilità di creare, memorizzare e cancellare dati in maniera istantanea e per un numero illimitato di volte, cosa che teoricamente è possibile anche con le audiocassette, ma in pratica il nastro è inevitabilmente soggetto a deterioramento con il passare del tempo e gli usi ripetuti. A partire dagli anni 2000 la maggior parte delle case discografiche cessò di utilizzare le musicassette come supporto commerciale (salvo alcune eccezioni), mentre quelle vergini furono ancora prodotte in maniera rilevante sino al 2010 dai produttori più noti (TDK, Sony, Maxell e BASF, quest'ultimo con il marchio EMTEC a partire dal 2000), sebbene con un'offerta limitata in qualità e durata della registrazione (C46, C60, C90 e C120 erano ancora facilmente reperibili, più rari i formati C50, C54, C70, C74 e C100). Anche le case discografiche e gli artisti smisero di produrre album in formato musicassetta, ad eccezione di pochi gruppi musicali. Ad oggi, nastri vergini possono essere ancora reperiti su piattaforme di e-commerce e vengono ancora prodotti da almeno tre aziende: la National Audio Company Inc. di Springfield, l'italiana Tape It Easy e la francese RTM Industries.

## Caratteristiche

### Il nastro magnetico

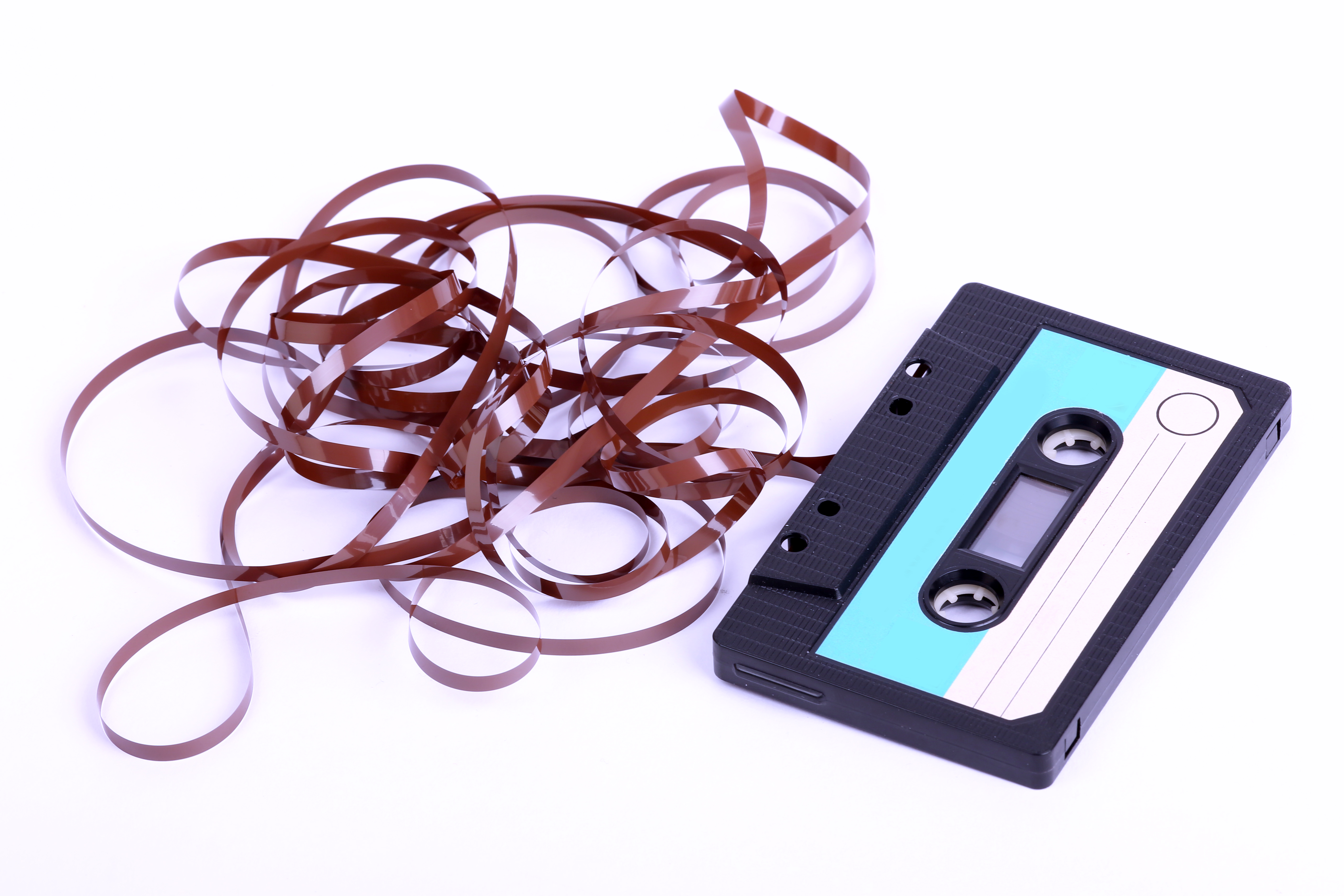
Un'audiocassetta con il nastro svolto ed esposto.

Il nastro magnetico contenuto nell'audiocassetta è definito come da 1/8 di pollice (3,17 mm); in realtà è leggermente più alto, misurando infatti 0,15 pollici (3,81 mm).
Erano disponibili in commercio cassette per registrazione di diversa durata (ad esempio da 46, 60, 90 e 120 minuti) che utilizzavano quattro tipi di nastro magnetico. Per ottenere una migliore fedeltà si è sperimentato sulla composizione del nastro magnetico; il diossido di cromo (CrO2) è stata la prima soluzione, ma richiedeva speciali bias ed equalizzazione da parte dei riproduttori di cassette, oltre a un interruttore per selezionare il tipo di nastro. Tra il 1970 e la metà degli anni '90 varie aziende (Sony, TDK, Maxell, BASF, Philips) commercializzarono cassette, suddivise, in ordine di qualità di resa e di prezzo, secondo quattro tipi unificati di nastro:
- IEC I - ossido di ferro (tipo I - Fe2O3);
- IEC II - biossido di cromo (tipo II - CrO2);
- IEC III - ferrocromo (tipo III - FeCr);
- IEC IV - ferro puro (tipo IV - Fe).

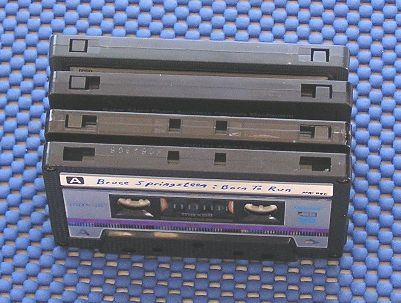
Esempio di fori usati per la rilevazione automatica del tipo di nastro. Dall'alto verso il basso:
1) cassetta di tipo I (normal), con solo gli intagli di protezione dalla scrittura (qui coperti dalle linguette);
2) cassetta di tipo II (chrome), con due intagli accanto a quelli di protezione dalla scrittura;
3) cassetta di tipo IV (metal), con gli intagli del tipo II più un altro paio al centro;
4) altra cassetta di tipo IV, le cui linguette di protezione dalla scrittura sono state rimosse: ciò significa che la cassetta non può essere registrata.

Il tipo I, detto anche nastro normale, fu il primo tipo di nastro introdotto; è quello più economico e dalle caratteristiche meno performanti, ma rimane comunque il più versatile, essendo adatto a tutti gli usi; è un nastro con un basso rapporto segnale-rumore e una buona modulazione sia dei toni alti che di quelli bassi.
Il tipo II, indicato anche come "nastro al cromo" e riconoscibile dalla colorazione più scura, venne introdotto nel 1970 allo scopo di garantire una migliore qualità del suono registrato. Inizialmente si trattava di nastri al biossido di cromo, mentre a partire dalla metà degli anni settanta vennero prodotti nastri di tipo II al cobalto e ossido di ferro. Rispetto al tipo I si ha una modulazione migliore sui toni acuti e più carente sui toni bassi. Risulta particolarmente indicato per la registrazione da fonti digitali come CD ed MP3.
Il tipo III, detto anche "nastro al ferrocromo", fu introdotto negli anni settanta per unire i vantaggi dei tipi I e II, attraverso una composizione del nastro intermedia tra quelli normali e quelli al cromo. Dotato di una buona risposta sia sugli alti che sui bassi, non introduceva però grosse migliorie rispetto al tipo II ed è stato prodotto fino ai primi anni ottanta. Dato che aveva la spiccata tendenza a sporcare le testine, gli fu preferito il nastro all'ossido di cromo, caratterizzato da una formulazione più stabile in tal senso e da una qualità sonora leggermente migliore. Fu in seguito soppiantato dal nastro di tipo IV.
Il tipo IV, detto anche "Metal", rappresenta il tipo di nastro più pregiato. Introdotto nel 1979, è dotato di un'ottima modulazione degli acuti. Si trattava del nastro più costoso, oltre che più performante, benché nelle prime versioni tendesse a sporcare e usurare maggiormente le testine, soprattutto nei primi esemplari. È stato prodotto fino agli anni novanta, quando i progressi ottenuti nella lavorazione dei nastri di tipo I e II hanno reso minimo il divario con il tipo IV. È comunque ancora ricercato dagli appassionati di musica su nastro per le sue qualità.
A eccezione del tipo III la tipologia di nastro è desumibile anche da alcuni fori posti sul lato superiore della cassetta: il nastro tipo II presenta infatti due fori accanto alle linguette usate per prevenire le registrazioni accidentali; le cassette di tipo IV presentano due ulteriori fori al centro del lato superiore. Le cassette di tipo I, invece, non presentano fori aggiuntivi. L'uso di questi fori è stato introdotto per consentire la rilevazione automatica del tipo di nastro da parte dei registratori e dei riproduttori di cassette; gli apparecchi non dotati di tale funzione sono invece provvisti di selettori manuali del tipo di nastro.

### Durata della riproduzione
La lunghezza del nastro è normalmente misurata in minuti, che indicavano la durata complessiva della riproduzione considerando entrambi i lati. I formati più diffusi erano:
- C46: della durata di 23 minuti per lato.
- C60: della durata di 30 minuti per lato.
- C90: della durata di 45 minuti per lato.
- C120: della durata di 60 minuti per lato.

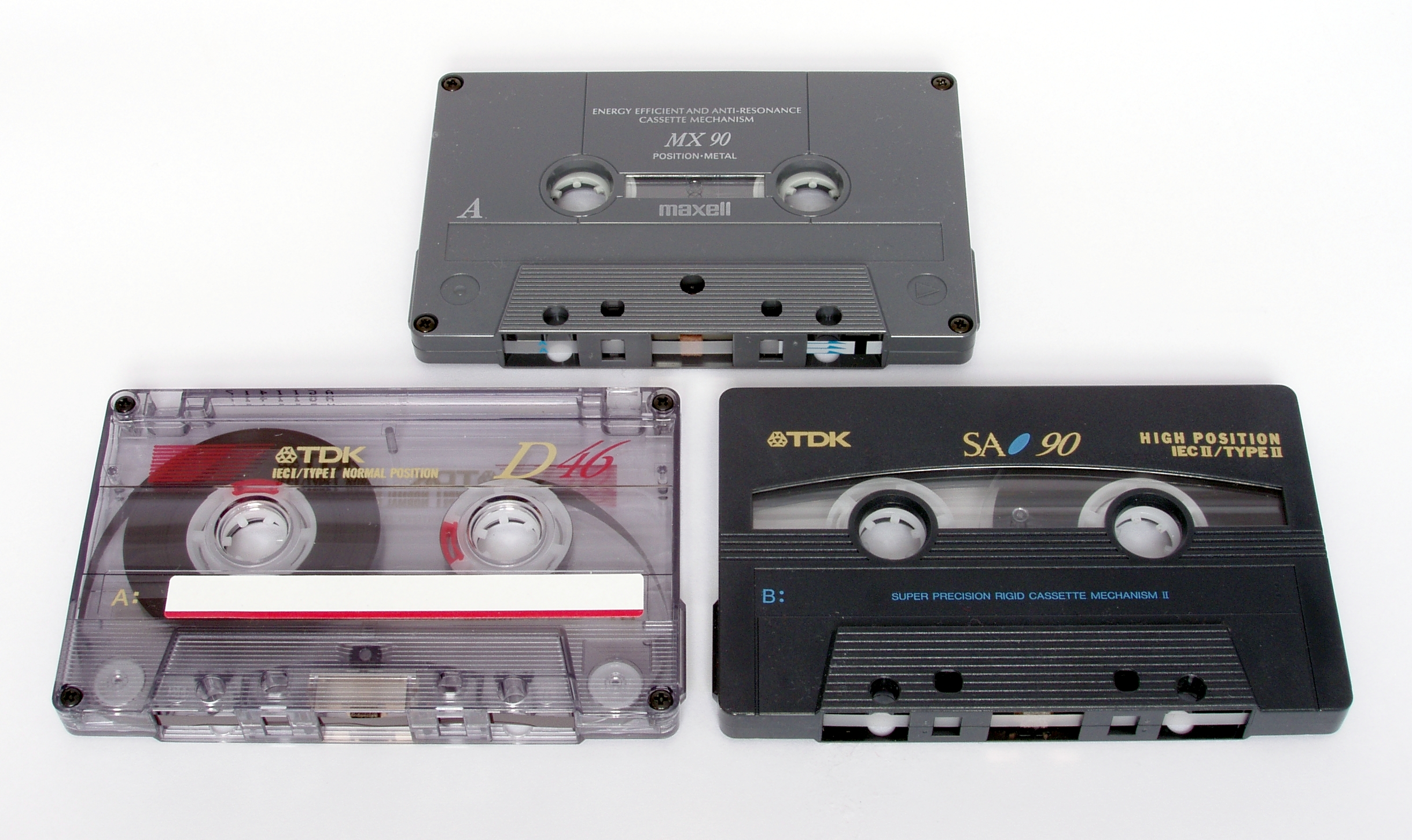
Audiocassette differenti per durata di registrazione

Sono state inoltre prodotte anche cassette di durata inferiore a 30 minuti (C10, C15 e C20), sia per usi musicali, sia per uso informatico. Formati ancora minori furono usati per contenere jingle, spot pubblicitari e brevi messaggi vocali (come quelli dei risponditori automatici); in questi casi venivano spesso usate cassette a ciclo continuo, la cui durata era misurata in secondi e spesso era di un minuto. Tali cassette possono essere riprodotte per un tempo indefinito, poiché il nastro è sistemato a formare un anello, e una volta raggiunto il punto finale del contenuto registrato si riprende la riproduzione dal punto iniziale.
Lo spessore del nastro varia a seconda della lunghezza dello stesso, con il risultato che i nastri più lunghi sono anche più sottili, per consentire alla cassetta di contenere interamente la bobina e per non affaticare eccessivamente il capstan nel compito di trascinare il nastro. Nelle C46 e nelle C60 lo spessore è di 15-16 micrometri, mentre nelle C90 questo si riduce a 10-11 µm, che diventano 9 µm nelle C120. Chiaramente, in quest'ultimo caso il nastro risulta molto più fragile e necessita di una maggior cura; inoltre, il ridotto spessore tende di per sé a pregiudicare la qualità del suono registrato, salvo l'adozione di particolari accorgimenti nella produzione che rendono affidabili anche i nastri più sottili (per questo motivo, i nastri da 120 minuti erano spesso quelli con il maggior rapporto prezzo/lunghezza).
Riducendo ulteriormente lo spessore del nastro, sono stati prodotti nastri ancora più sottili, arrivando fino a 180 minuti di spazio totale. Cassette della durata maggiore di 120 minuti sono state tuttavia prodotte molto raramente; tra le eccezioni degne di nota prodotte in tempi più recenti ci sono i modelli AE 150 (Tipo I), CDing1 150 (Tipo I) e CDing2 150 (Tipo II) della TDK, le CDix I 150 (Tipo I) della Sony e le UR 150 (Tipo I) della Maxell.

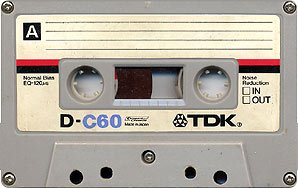
Audiocassetta TDK da 60 minuti

Nel periodo 1972-1982 la TDK ha messo in commercio anche dei nastri da 180 minuti (TDK D-C180), di tipo I; tale nastro era particolarmente fragile e sottile, al punto da risultare trasparente. Non di rado si sono avuti problemi con questo tipo di cassetta, che andavano dalla difficoltà nello scorrimento veloce alla migrazione magnetica tra spire adiacenti di una bobina, passando per la più facile deformazione del nastro, che era anche più soggetto a rimanere incastrato nel meccanismo di trascinamento dello stesso. In virtù di questi problemi e del fatto che la qualità del suono registrato era pesantemente condizionata, le C180 sono state presto ritirate dal mercato e rappresentano oggi dei veri tesori tra i collezionisti. Nastri ancora più lunghi, fino a 240 minuti, sono stati progettati ma mai messi in commercio.

### Protezione dalla cancellazione
La cassetta è provvista di un meccanismo di protezione dalla scrittura, utilizzabile per impedire la cancellazione di quanto registrato. Per ogni facciata, sul lato superiore del contenitore, è presente una linguetta di plastica; tale linguetta può essere rimossa, aprendo così un piccolo foro. Un sensore del registratore, generalmente collegato ad una piccola levetta meccanica, rileva la presenza di questo foro e, tramite un accorgimento meccanico o collegandosi a un dispositivo elettronico, impedisce che venga attivata la funzione di registrazione. Per proteggere dalla cancellazione il lato corrente occorre liberare il foro in alto a sinistra (osservando la cassetta in modo da avere l'apertura del nastro in basso).
La funzione di protezione, una volta attivata aprendo il foro, può essere disattivata, nel caso si desideri ritornare ad usare la cassetta per registrare, coprendo nuovamente il foro, per esempio con del nastro adesivo, analogamente alle VHS, che però, avendo un solo lato, hanno anche un solo foro.

## Funzionamento

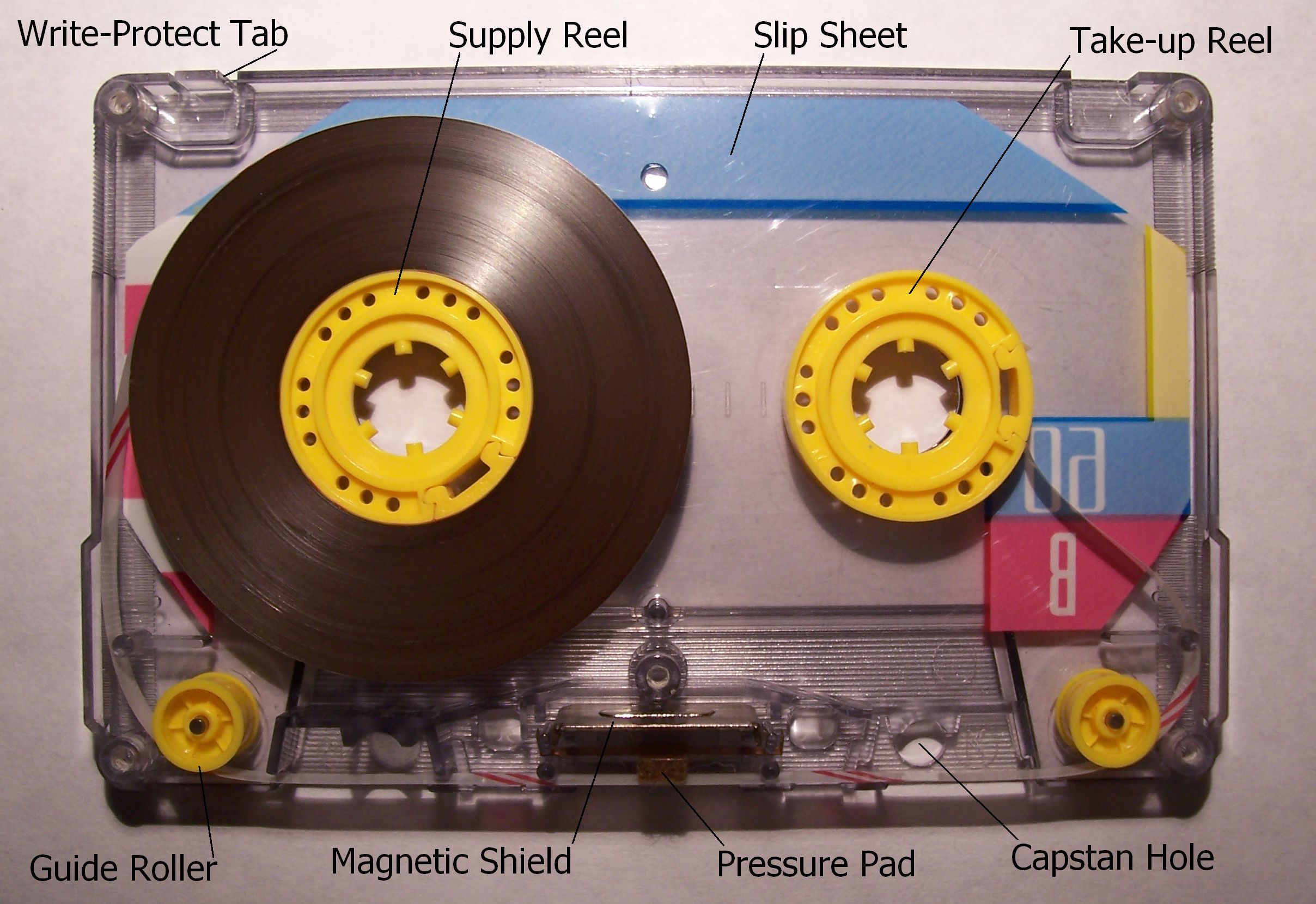
Struttura interna di un'audiocassetta.

Il nastro viene raccolto su due bobine, di cui una è dedicata alla raccolta del nastro già utilizzato, l'altra contiene il nastro da svolgere. Il nastro è saldamente attaccato alle due bobine tramite appositi spinotti di fissaggio, per evitare che si distacchi dalle bobine in caso di avvolgimento veloce o di trazione prolungata dopo la terminazione del nastro. Generalmente, per non danneggiare le parti di nastro che si trovano alle estremità e per sfruttare pienamente la superficie registrabile, il nastro non è direttamente attaccato alle bobine, ma possiede dei brevi prolungamenti di plastica connessi a loro volta alle bobine.

Schema di funzionamento dell'audiocassetta in riproduzione o registrazione

Una volta che l'audiocassetta viene inserita in un lettore, il nastro viene fatto scorrere su una testina, la quale viene a contatto con il nastro grazie a un'apertura centrale sul lato inferiore della cassetta. La testina riceve il segnale magnetico impresso sul nastro e lo converte in un segnale elettrico che dà origine al suono. Per fare sì che il nastro aderisca alla testina, le audiocassette sono dotate di una spugnetta che permette il contatto durante il trascinamento, senza danneggiare il nastro. Oltre alla riproduzione, la stessa testina permette anche la registrazione di un segnale magnetico sul nastro, frutto della conversione di un segnale elettrico, secondo un meccanismo inverso rispetto a quello applicato durante la riproduzione. Un'altra apertura, posta più a sinistra, permette la cancellazione del nastro per mezzo di un'altra testina, che viene posta a contatto con il nastro solo in fase di registrazione; in questo modo il nastro viene ripulito appena prima di essere registrato. Il trascinamento avviene a una velocità costante di 4,76 cm/s (1 + 7/8 pollici al secondo) grazie alla rotazione di un piedino metallico, denominato capstan, che viene a contatto con il nastro grazie a un foro trasversale in cui il capstan va a entrare. L'aderenza tra il capstan e il nastro è assicurata da un rullo pressore, ricoperto di gomma, che assicura il trascinamento e che va a premere il nastro sul capstan grazie a un'apertura posta sulla destra del lato inferiore della cassetta. Diversamente dalle cassette dello Stereo8, il rullo non è parte della cassetta ma del lettore. Ad assicurare l'allineamento del nastro con il sistema di testine, capstan e rullo pressore vi sono delle guide; due di queste si trovano direttamente nella cassetta, alle estremità del lato inferiore, mentre due fori trasversali permettono l'inserimento di due guide dell'apparecchio. Il nastro, generalmente, possiede quattro piste longitudinali in cui viene registrato il suono, due per lato; per ciascuna facciata, c'è una pista per il canale sinistro e una per il canale destro (che si fondono in un'unica pista per le registrazioni monofoniche). Esistono altresì sistemi di registrazione professionali che consentono la registrazione (e la riproduzione) di più di due piste audio sullo stesso lato. Per evitare che la rotazione delle bobine crei troppo rumore sfregando sull'involucro e per facilitare il riavvolgimento/svolgimento del nastro, l'involucro della cassetta è dotato all'interno di due foglietti anti-attrito di materiale plastico, che hanno anche lo scopo di permettere che le bobine siano avvolte in modo ordinato.

## Uso

### Registrazione audio

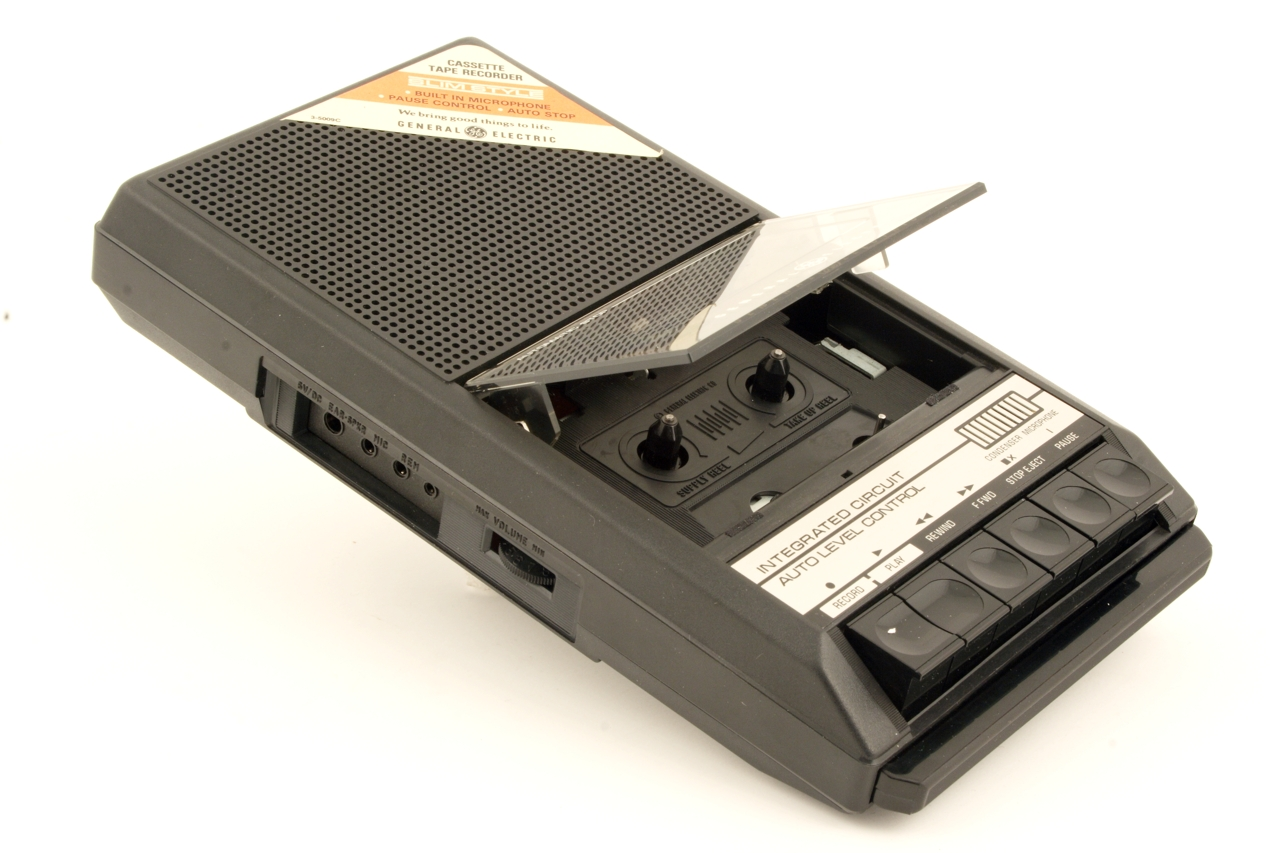
Un riproduttore-registratore portatile dei primi anni '80

L'audiocassetta fu inizialmente concepita per l'uso nei dittafoni, per i quali la fedeltà della riproduzione non era particolarmente importante, ma presto, grazie alla sua praticità e compattezza ed alla buona resa acustica, divenne uno strumento popolare anche per l'ascolto di musica. Dalla metà degli anni settanta la qualità del nastro fu nettamente e progressivamente migliorata, passando da supporti magnetici realizzati esclusivamente con ferro o ferrite a supporti con cromo, ferrocromo e successivamente in una lega metallica appositamente studiata (cassette metal).
Sotto il profilo della qualità di riproduzione, il limite dell'audiocassetta era rappresentato dalla ridotta velocità di scorrimento del nastro, pari a soli 4,76 centimetri al secondo. Tale ridotta velocità consentiva la registrazione di tipici contenuti musicali di lunghezza anche consistente, per esempio interi album musicali o sinfonie, su tratti di nastro relativamente brevi, permettendo le ridotte dimensioni della cassetta, ma al contempo era la causa di un caratteristico rumore di fondo (il caratteristico "fruscio" delle cassette) e limitava la riproduzione dei suoni più acuti dello spettro sonoro.
Con il miglioramento del supporto magnetico e la concomitante produzione di sempre più sofisticati apparecchi per la registrazione e riproduzione di compact cassette, l'audiocassetta riuscì a ridurre la differenza qualitativa rispetto alle classiche e costose bobine singole, quantomeno negli impianti Hi-Fi domestici; inoltre la cassetta rappresentava il modo più conveniente e agevole per ascoltare musica al di fuori dell'ambiente domestico, principalmente in automobile.
Tra le tecnologie introdotte nei registratori per migliorare la qualità audio vanno ricordati i sistemi di riduzione del rumore (Dolby B/C/S, DBX e DNL) e quelli per l'aumento della dinamica (HX Pro, DYNEQ, ADRES e HIGH COM).
Nella gara ingaggiata dai costruttori di lettori di cassette per produrre apparecchiature Hi-Fi sempre migliori, vale la pena di ricordare il Nakamichi 1000 del 1973, noto per la qualità cristallina del suono riprodotto dalle cassette.
A partire dal 1979, con l'introduzione del riproduttore portatile walkman della Sony, la popolarità della musicassetta aumentò ulteriormente, per poi diminuire di colpo prima con l'avvento dei CD masterizzabili e dei lettori CD portatili, e in seguito a causa della diffusione della cosiddetta musica liquida e dei relativi riproduttori.

### Memoria di massa informatica

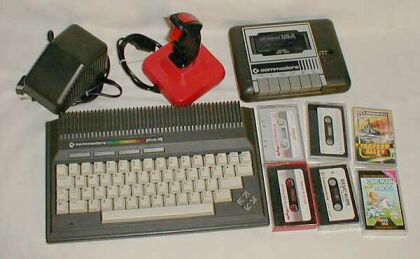
Un home computer Commodore Plus/4 dotato di registratore Datassette

Molti dei primi microcomputer supportavano la registrazione di dati su cassette, usate quindi come supporto di memoria di massa, già dagli anni settanta, spesso utilizzando lo standard Kansas City.
Gran parte degli home computer a 8 bit di fine anni settanta e degli anni ottanta facevano ampio uso della musicassetta per la registrazione dei dati: tra di essi per esempio il celebre Commodore 64, che era dotato di un registratore denominato Datassette, lo ZX Spectrum e lo standard MSX. Alcuni modelli, come l'Amstrad CPC 464, hanno utilizzato un registratore di cassette integrato direttamente nell'unità centrale, insieme alla tastiera. Per gli home computer a 16 bit invece si adottarono da subito sistemi più avanzati, con eccezioni come il precoce TI-99/4A che utilizzò ampiamente le cassette. La possibilità di utilizzare cassette era presente anche nel PC IBM, dove però nella pratica venne abbandonata quasi subito, e generalmente non era contemplata per i sistemi di fascia alta.

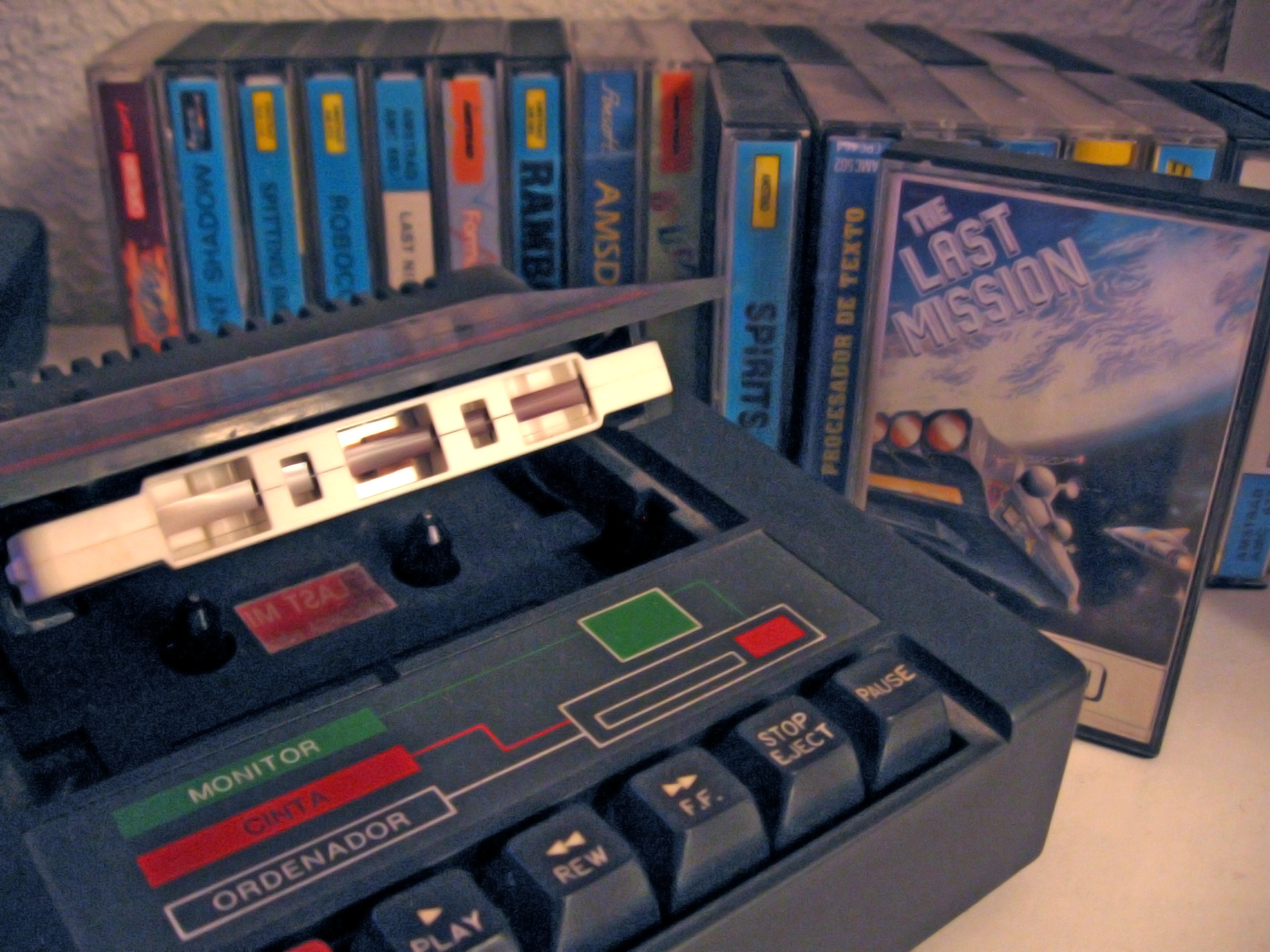
Il lettore integrato dell'Amstrad CPC con cassette

Le ragioni fondamentali della scelta tecnologica dell'uso di audiocassette erano legate al basso costo del supporto e dei relativi dispositivi di lettura, al tempo già largamente diffusi.
La tipica alternativa alla cassetta era il floppy disk, che consentiva velocità di lettura e scrittura più alte e accesso non sequenziale ai dati, ma aveva un costo sensibilmente maggiore sia dei singoli supporti sia dei lettori.
Nella maggioranza dei casi la cassetta veniva registrata con dispositivi analoghi a quelli utilizzati in campo audio o con normali registratori connessi al computer, utilizzando una tecnica di modulazione denominata FSK. La quantità di dati che la maggior parte dei microcomputer poteva registrare su un lato di una "C90" era di circa 500 kByte, per l'epoca una quantità enorme, a prezzo però di una scarsa affidabilità del supporto (gli errori di lettura, specie se si utilizzavano algoritmi di compressione, come il famoso "turbo tape" del Commodore 64, erano piuttosto frequenti).
In Nordamerica l'utilizzo delle musicassette come memorie di massa per i computer casalinghi cessò rapidamente, già nei primi anni ottanta, in favore dei floppy. Entro metà decennio le pubblicazioni commerciali americane per computer a 8 bit come Apple II, Atari 8-bit e Commodore 64 divennero unicamente su floppy.
In Europa invece la cassetta rimase in uso per i principali home computer a 8 bit fino al termine della loro vita commerciale, avvenuto nei primi anni '90. Nel caso di sistemi come il Commodore 64 le cassette continuarono a convivere come alternative con i floppy da 5,25" e in misura minore anche con le cartucce. Talvolta, per i limiti tecnici delle cassette, i programmi applicativi e i videogiochi più complessi venivano prodotti solo su disco, oppure la versione disco presenta alcune funzionalità in più. Al contrario i software a basso costo, come i videogiochi budget o le produzioni da edicola, talvolta erano pubblicati ufficialmente solo su cassetta.

## Supporti e formati derivati

### Stereo8
A partire dal 1966 venne introdotto il formato Stereo8, avente lo stesso principio di funzionamento ma dotato di una cassetta molto più grande e con un'unica bobina su cui il nastro scorreva a ciclo continuo; tale supporto, usato principalmente in ambito musicale, è stato commercializzato fino ai primi anni ottanta.

### Microcassetta, minicassetta e picocassetta
Nel 1969 venne prodotta dalla Olympus la microcassetta, una cassetta di dimensioni ridotte dal funzionamento pressoché identico a quello dell'audiocassetta, usata solamente per la registrazione vocale personale (un utilizzo classico era quello nelle segreterie telefoniche). Simile alla microcassetta era la minicassetta, avente le stesse dimensioni; in questo caso, però, il nastro era trascinato direttamente dalla rotazione costante della bobina riavvolgitrice, pertanto la velocità di scorrimento variava in funzione della quantità di nastro riavvolto. Per un breve periodo è stata commercializzata anche la picocassetta, una cassetta grande circa la metà di una microcassetta.

### Elcaset
Nel 1976 fu introdotta sul mercato anche la Elcaset, di dimensioni comparabili a quelle di una videocassetta e avente un meccanismo simile a quello dell'audiocassetta; tale formato, che riprendeva quello della cartuccia RCA prodotta tra gli anni cinquanta e gli anni sessanta, era molto apprezzato dagli audiofili, ma era molto costoso e garantiva una qualità non molto più elevata di quella raggiunta dalle migliori audiocassette, venendo pertanto dismesso nel 1980.

### Digital Audio Tape
Nel 1987 venne creato il Digital Audio Tape (DAT), di buona qualità ma relegato a un ruolo professionale, in quanto costoso e non appoggiato dalle case discografiche che individuavano nel DAT un ostacolo alla tutela del copyright.

### Digital Compact Cassette
Nel 1992 venne creata Digital Compact Cassette (DCC); caratteristica di questo supporto era quella di avere le stesse dimensioni della audiocassetta, mantenendo anche una certa compatibilità: un apparecchio per la riproduzione delle DCC era in grado infatti di leggere un'audiocassetta (non esisteva, però, la stessa compatibilità in scrittura). Il formato, però, non ebbe successo, a causa del costo elevato sia dei registratori che delle cassette, della presenza di un sistema anticopia analogo a quello già implementato sul DAT qualche anno prima, della scarsa ergonomia per quanto riguardava la registrazione e visualizzazione dei titoli sulle cassette non preregistrate, dell'avvento dei CD-R e dell'MP3, e della qualità audio che, seppur migliore di buona parte delle audiocassette analogiche, era leggermente inferiore ai CD audio a causa della compressione dei dati.. La DCC fu messa fuori produzione nel 1996.

### NT
La NT, prodotta dalla Sony, è una sorta di versione digitale della microcassetta; degna di nota per il suo utilizzo nel settore della dittafonia, è dotata di dimensioni estremamente ridotte e capacità tra i 60 e i 120 minuti.

## Adattatori per jack audio

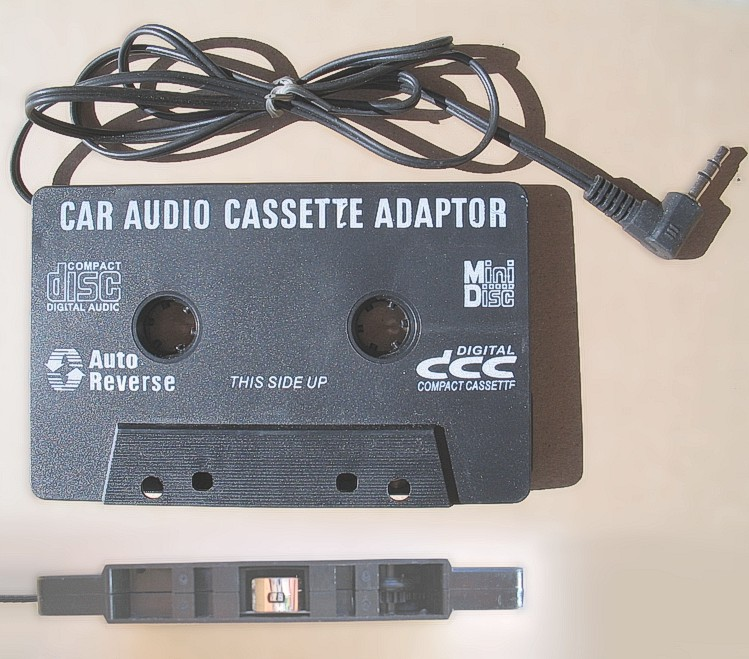
Adattatore a cassetta per jack audio

Alcuni produttori hanno creato delle cassette audio che non sfruttano il nastro magnetico, ma una testina esattamente come quella che serve per leggere le audiocassette, la quale preleva un segnale elettrico da una qualsiasi altra fonte (come un lettore CD o un lettore MP3) attraverso un cavo munito di connettore Jack e trasforma tale ingresso in segnale magnetico che viene riprodotto sulla testina della cassetta e letto dalla testina del lettore, dove viene ri-trasformato in segnale elettrico e inviato all'amplificatore, permettendo così di udire il suono riprodotto dal dispositivo che vi è collegato tramite cavo (come lettori MP3, lettori CD, lettori Minidisc o anche personal computer). Esistono anche lettori MP3 a forma di musicassetta che, oltre a poter essere utilizzati come qualsiasi altro lettore MP3 sono dotati di una testina che, in maniera analoga a quelle degli adattatori sopra citati, riproduce un segnale magnetico creato a partire da una traccia audio digitale memorizzata direttamente nel lettore MP3 (o su una scheda SD inserita al suo interno).
Questo sistema, prevedendo due conversioni del segnale, introduce una certa perdita di qualità ed ha come scopo principale quello di consentire ad apparecchi dotati solo di un riproduttore di audiocassette di poter riprodurre musica proveniente da un dispositivo esterno, prevalentemente un lettore digitale più moderno di cui il sistema non è provvisto. Poiché tale soluzione ha come obiettivo principale l'economia (il suo scopo è evitare di cambiare un sistema audio esistente con uno più recente predisposto alla lettura di supporti diversi dall'audiocassetta), la perdita qualitativa viene considerata un compromesso accettabile. Queste cassette elettroniche, infatti, vengono impiegate principalmente per poter riutilizzare e non dover sostituire le vecchie autoradio a cassette a seguito dell'introduzione di supporti più recenti.